# コードバ
コードバ（Cordova）とは、アメリカ合衆国のアラスカ州チュガック国勢調査地域に属する、太平洋岸に存在する港町の1つである。

## 概要
コードバの町は、おおよそ北緯60度32分37秒、西経145度45分07秒付近に位置しているものの、町の気候は高緯度の割には温暖である。町の人口は、1910年から1970年頃までは概ね1000人程度、1980年以降は2000人程度で推移している

。
町の面積は約195km2であるものの、このうちの約19％に当たる約35km2は水域であり、陸上の土地は約159km2である。この町の昔からの基幹産業としては漁業は挙げられ、この町で魚の加工場が最初に作られたのは1887年のことである

。
この町で漁獲を行う主な魚は、特に付近の河川（Copper River）に戻ってくるサケである。また、その養殖場、加工場なども存在する。この他、野生生物では渡り鳥がやってくる場所としても知られていて、毎年5月には「The Copper River Delta Shorebird Festival」という祭りも開催されている。なお、この町でよく見られる鳥は、海岸付近に住むことで知られているイソシギなどが挙げられる。その他の鳥類も見られるので、夏季には野鳥観察を目的に町を訪れる観光客も見られ、観光客向けの野鳥観察ツアーや講習会なども開催している。さらに夏季には、シーカヤックを楽しむ観光客も見られる。そして冬季には、古くからスキーが盛んに行われてきた場所であり、付近の山（Mount Eyak）には、2009年現在、北アメリカ大陸で現役で使用されているスキー用リフトの中では最古とされるリフトが存在している

。
また、ヘリコプターでリフトの設置されていないような場所にまで運んでもらって、そこからスキーで滑降してくるといったことも、スキーの技量が十分であれば可能であり、そのためのヘリコプターを運用している企業（Points North Heli-Adventures Inc）も存在している。なお、観光客は船か飛行機でこの町に来るのが一般的である。

## 気候
コードバの町は、高緯度に位置している割には温暖な気候である。これは付近にアラスカ海流（暖流）が赤道方向からの熱を輸送してきていることの効果である。夏季は最高気温の平均が15℃程度と冷涼であるものの、北緯60度に位置していながら、冬季の最低気温の平均ですら-9℃程度である

。
また、この町よりも少し内陸側にはチュガチ山地（Chugach Mountains）などの山地群があるために、この太平洋からの湿った空気が山々に当たって上昇して雲を作り、そのため雨や雪も比較的降りやすい。年間の平均125日程度は降水があり、年間の平均降水量は約2260mm。降雪があるのは、北緯60度に位置していながら、だいたい12月から3月の冬期間だけである。ただし、この間の降雪量は平均約323mと比較的降雪が多い。なお、コードバの町の付近で公的な気象観測が行われているのは、町から約17.7kmほど離れた所に存在するマール・K（マッドホール）スミス空港であるものの、コードバの町の天候は、この空港とさして変わらない。
以下表は weatherbase.com 2010年4月5日閲覧より。
| 月 | 最高気温の平均 (℃) | 最低気温の平均 (℃) | 1ヶ月間の降水量合計の平均 (mm) |
| -- | ------------------ | ------------------ | ------------------------------ |
| 1  | -1                 | -9                 | 170                            |
| 2  | 1                  | -8                 | 127                            |
| 3  | 3                  | -7                 | 104                            |
| 4  | 7                  | -3                 | 109                            |
| 5  | 11                 | 2                  | 147                            |
| 6  | 14                 | 6                  | 94                             |
| 7  | 16                 | 8                  | 185                            |
| 8  | 16                 | 7                  | 229                            |
| 9  | 13                 | 4                  | 358                            |
| 10 | 8                  | 0                  | 323                            |
| 11 | 3                  | -4                 | 229                            |
| 12 | 0                  | -8                 | 193                            |

## 漁業について
コードバの町の基幹産業は漁業である。漁を行う者と海産物の加工などに関わる者を含めた漁業関係者は、この町の概ね半数の世帯に及ぶ。この町にとって特に重要な魚はサケであり、太平洋を巡った後に付近の川（Copper River）に戻ってくるサケの成魚を、この川の三角州などで漁獲している。ただし、サクラマスだけは漁獲していない。また、海産資源保護のために、この町の漁師はある一定の規制の元で操業を行っている。この他、サケの養殖場も存在しており、稚魚の放流も行っている。

## 人口の推移
アメリカ合衆国 国勢調査より。
| 時点(年) | 人口(人) |
| -------- | -------- |
| 1910     | 1152     |
| 1920     | 955      |
| 1930     | 980      |
| 1940     | 938      |
| 1950     | 1165     |
| 1960     | 1128     |
| 1970     | 1164     |
| 1980     | 1879     |
| 1990     | 2110     |
| 2000     | 2454     |
| 2010     | 2239     |
| 2020     | 2609     |

## 施設
コードバの町には、小学校、中学校、高校までが存在している。この他、この町には元々図書館は存在していたものの、2010年末にコードバセンター（Cordova Center）なる、図書館、博物館、講堂、会議場などを備えた施設が完成した。

## 交通機関

### 陸路・海路
コードバの町へは、船か飛行機で来ることが一般的となっている。と言うのも、この町は他の町との道路が整備されておらず、どこの町とも道路がつながっていないからである。かつて、鉄道でもコードバに来ることができたものの、1964年の地震（Good Friday Earthquake）によって橋（Million Dollar Bridge）が破壊されたために、以降鉄道は不通のままとなっている。また、この町から約79.7kmほど伸びているCopper River Highwayも、コードバの北17.7km付近までは舗装されているものの、その先は未舗装のまま放置されており、地震で破壊されたMillion Dollar Bridgeの所で断絶していてどこにもつながってない。このため、乗用車やトラックはフェリーを使ってこの町にやってくる。

### 空路
コードバ付近には2つの空港が存在する。このうち町から約17.7kmほど離れた所に存在するマール・K（マッドホール）スミス空港は、アラスカ航空（Alaska Airlines）が就航していて、約2286mのアスファルトで舗装された滑走路を持つ規模の大きな空港である

。
もう一方は、町から約1.8kmほどの所に存在するコードバ地方空港だが、これは約550mの未舗装で砂利の敷き詰められた滑走路があるだけの小さな空港である。こちらは、主に個人所有の小型機が利用する空港である

。
なお、コードバ地方空港では隣接するイヤク湖を利用して水上機の発着も行われている。

## マスコミ

### 新聞
1914年に地元の新聞社（Alaska Newspapers, Inc.）による地元紙（Cordova Times）が創刊された。これは毎週木曜日に発行される週刊紙であった。しかし、これは2011年を以って廃刊となってしまった

。

### ラジオ
コードバで放送を行っているラジオ局は3局存在する。AM放送を行っているのが、1954年から放送を行っているKLAM（1450Hz）で、主に昔ながらのロックやカントリーを流す音楽番組、ニュース番組、トーク番組を放送している

。
残り2局はFM放送である。まず、1997年から放送を行っているKCDV（100.9MHz）は、主に1980年代や1990年代に流行した音楽を流している

。
なお、このKLAMとKCDVは共にBayview Communications Incが運営している。もう1つのFM放送局は、KCHU（88.1MHz）だが、こちらは近隣の町のバルディーズ（Valdez）で放送している番組を、コードバでも放送しているという形を取っている。このように地元で放送しているわけではないものの、KCHUはコードバの公共放送番組も放送している

。